# هوهانس ایساهاکیان
هوهانس نیکولایی ایساهاکیان (ارمنی: Հովհաննես Նիկոլայի Իսահակյան؛  زادهٔ ۱۸۹۱ - درگذشته ۱۹۵۸) دانشمند اهل ارمنستان بود.

## زندگی‌نامه
وی در ۱۸۹۱  به دنیا آمد و از دانشگاه ترابری دولتی سن پترزبورگ و دانشگاه فنی دولتی بائومن مسکو فارغ‌التحصیل گشت. همچنین برندهٔ جوایزی همچون نشان لنین و نشان پرچم سرخ کار شده است. وی در ۱۹۵۸ در سن ۶۷ سالگی درگذشت و در آرامستان ارامنه مسکو به خاک سپرده شد.

## یادداشت
1. ↑  Մոսկվայի երկաթգծային հաղորդակցության պետական համալսարան